# Hadropenaeus affinis
Hadropenaeus affinis är en kräftdjursart som först beskrevs av Eugène Louis Bouvier 1906.  Hadropenaeus affinis ingår i släktet Hadropenaeus och familjen Solenoceridae. Inga underarter finns listade i Catalogue of Life.